# 南苜蓿
南苜蓿（学名：Medicago polymorpha），又名秧菜，为豆科苜蓿属下的一个种。揚中一帶作野菜食用。